# Église de Bassins
L'église de Bassins (ou temple de Bassins) est un lieu de culte protestant situé à Bassins, en Suisse, dans le canton de Vaud. Construite au Xe siècle, l'église fut développée par des adjonctions aux XIIe, XIIIe, XVe et XVIe siècles. Un cimetière construit avant le XVe siècle est situé juste à côté.

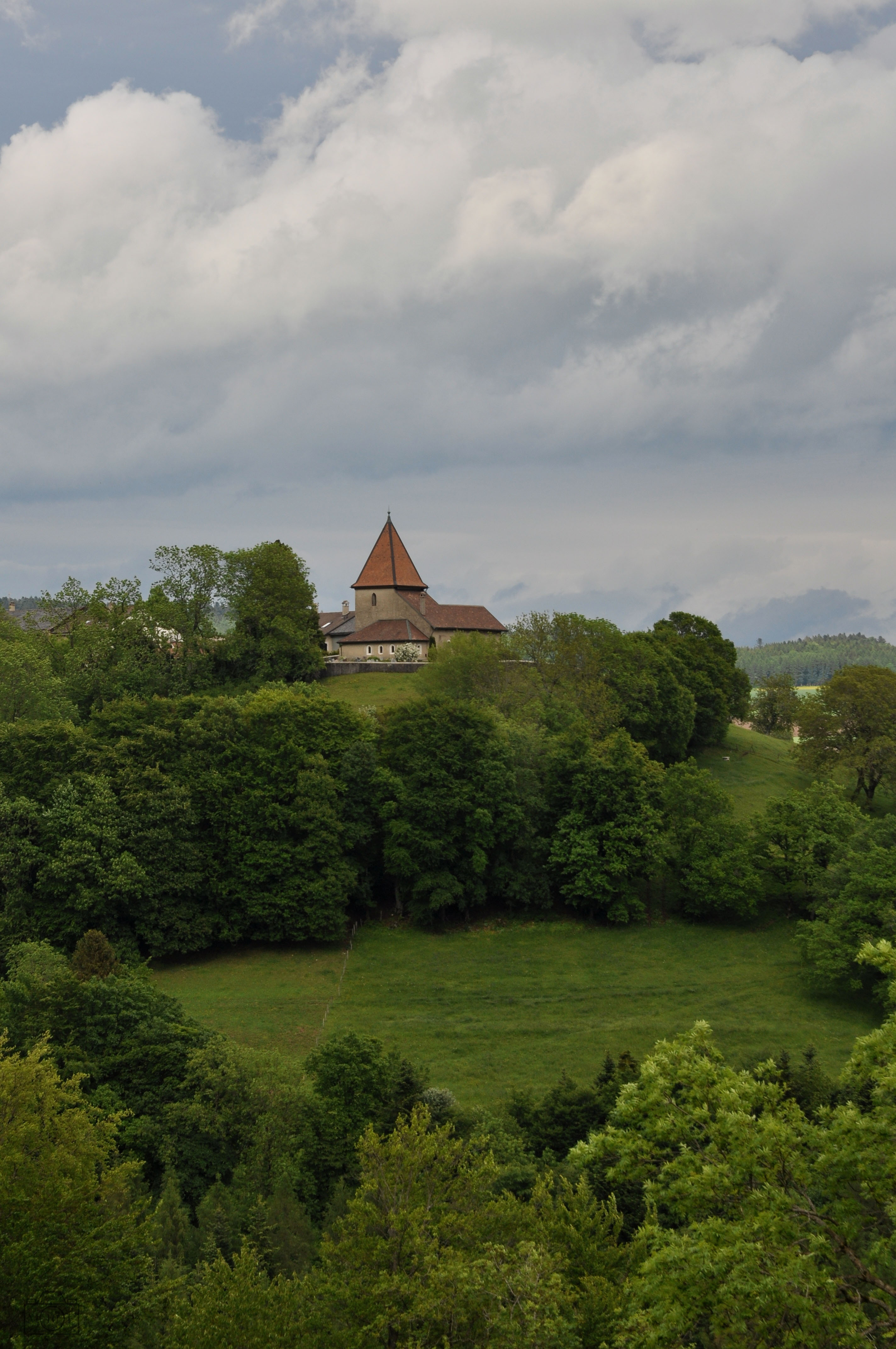
Vue du côté Nord-Ouest de l'église, depuis la gare de Bassins.

Sous le vocable église Notre-Dame, c'était autrefois un édifice catholique considéré parmi les sites clunisiens. C'est aussi la principale église du prieuré de Bassins entre les XIIe et XVIe siècles, avant la suppression du prieuré en 1536 liée à la Réforme protestante. Depuis lors, sa paroisse de rattachement est membre de l'Église évangélique réformée du canton de Vaud.

## Historique

### Église catholique devenue priorale
Cette église catholique, dédiée à Notre-Dame, est construite au cours du Xe siècle. Il s'agirait d'une donation de Humbert Ier à l'abbaye de Cluny. Son chœur date probablement aussi de la seconde moitié du Xe siècle. À partir de 1148, l'église dépend de l'abbatiale de Payerne, devenant le siège du prieuré de Bassins — c'est-à-dire une église priorale —, affilié à l'ordre clunisien.

Vue du Sud-Est de la nef et de la chapelle Sainte Marie en 1901.

Elle sera développée par des adjonctions aux XIIe, XIIIe, XVe et XVIe siècles. En outre, un cimetière construit avant le XVe siècle est situé juste à côté.

### Désaffectation du prieuré puis Réforme protestante

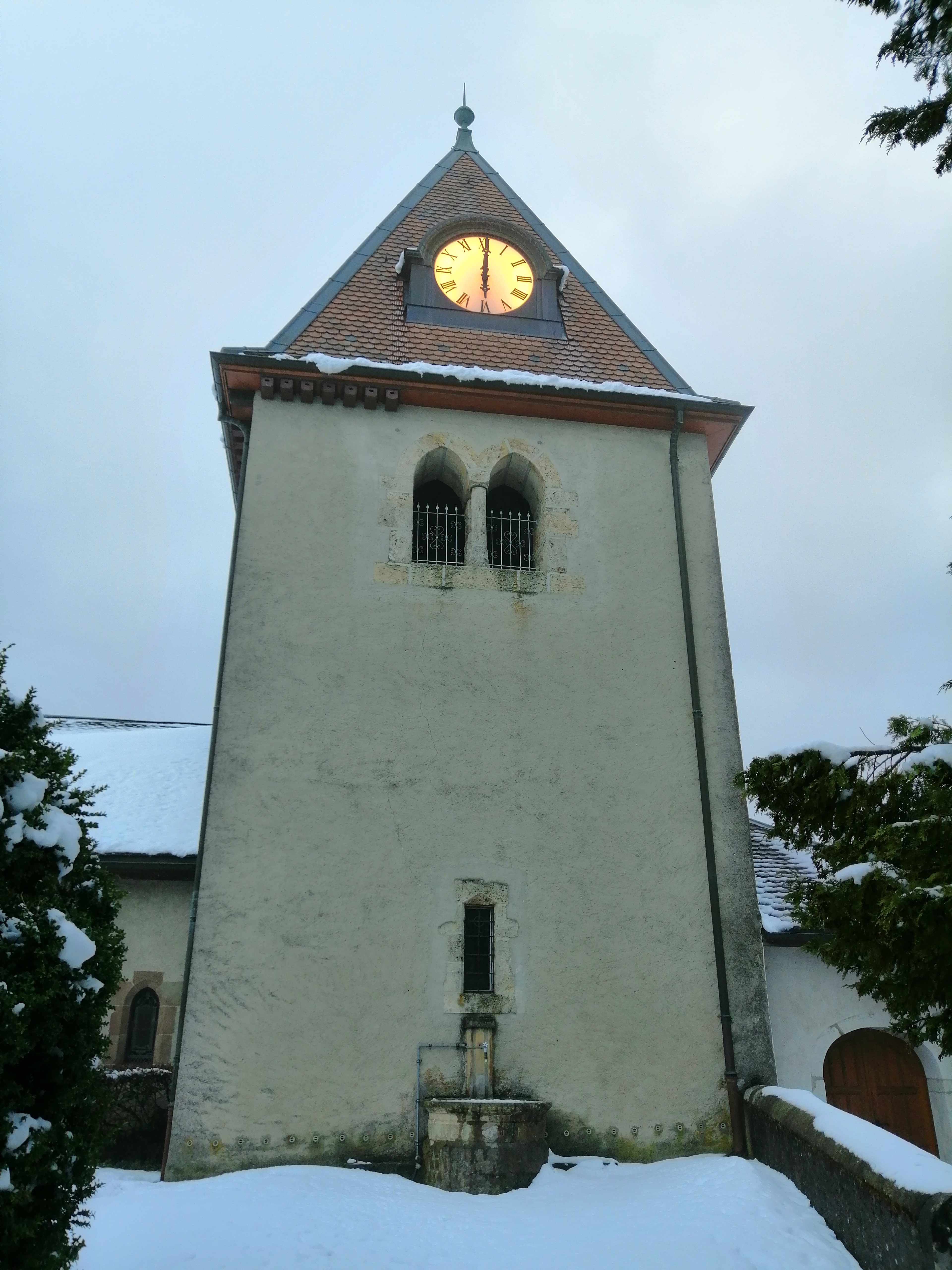
Vue du clocher de l'église.

La vie religieuse disparaît de ce prieuré à partir du XIVe siècle[Passage contradictoire]. Son domaine s'étend alors jusqu’au sommet du Jura, par la Chartreuse d'Oujon à l'ouest, au sud par l'abbaye de Bonmont et au sud-est par le territoire de Begnins. Au XVe siècle, deux chapelles sont ajoutées sur le flanc nord de la nef de l'église. La première est dédiée à la vierge Marie, à l'est du chœur, vers 1406, et la deuxième, utilisée comme prison et comme bûcher durant des années, au rez-de-chaussée du clocher, vers 1480. Le clocher daterait également du XVe siècle.
Le prieuré est supprimé à la Réforme protestante, en 1536[Passage contradictoire], l'église étant désormais affectée au culte protestant. Sa paroisse de rattachement est membre de l'Église évangélique réformée du canton de Vaud. Géographiquement, l'église devient une annexe d'Arzier, puis, en 1667, de Burtigny.

### Transformations architecturales de l'église
La toiture en pavillon du clocher, d'apparence et de tradition gothiques, date cependant de 1797-1798. Les cloches de l'église sont de 1845. Le cadran d'horloge est de 1934. Devant l'entrée, un porche a été ajouté en 1786, mais modernisé depuis. À l'intérieur, la table de communion est remplacée en 1878 et l'orgue en 1984,.

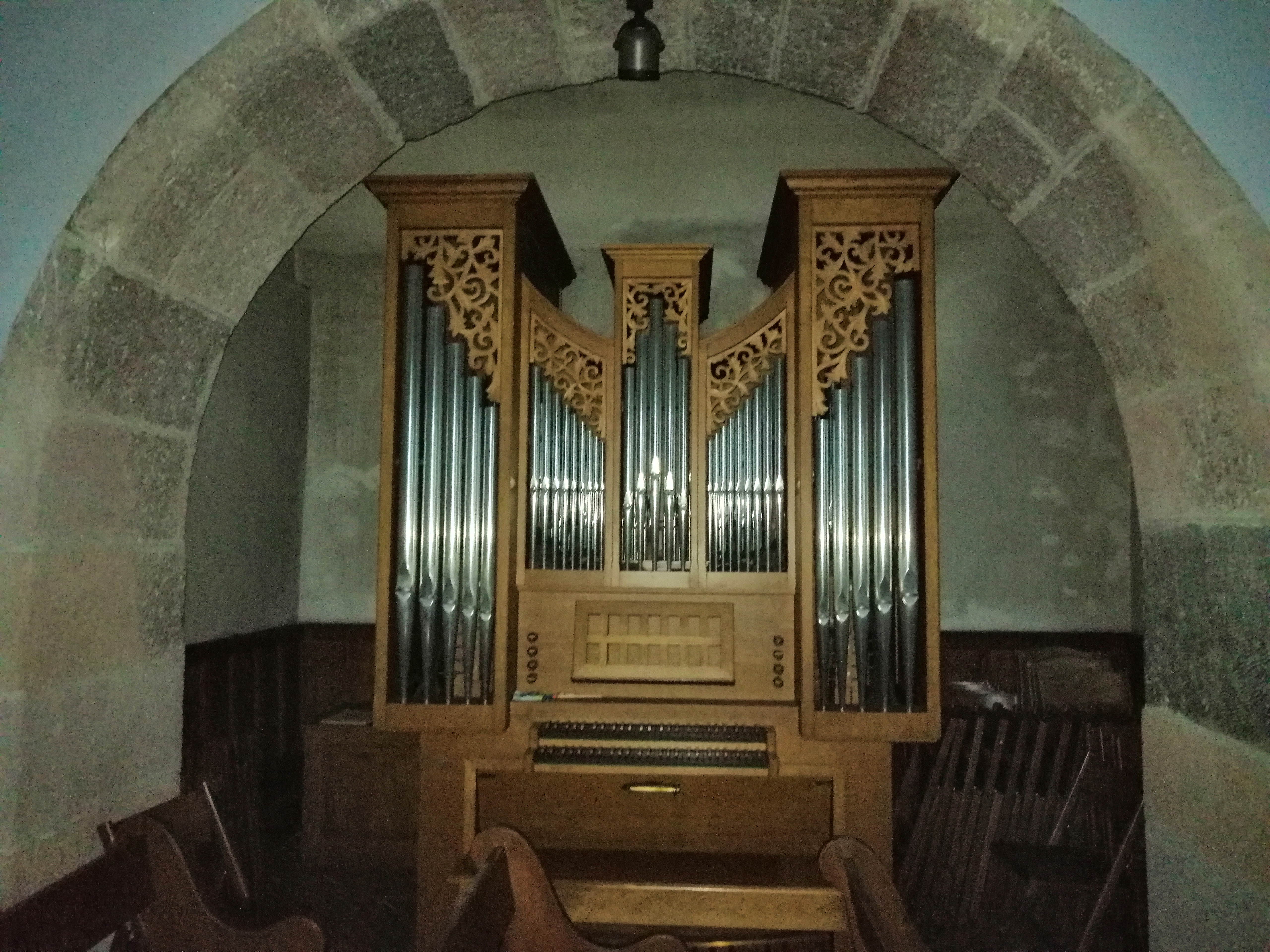
Vue de l'orgue, situé dans la chapelle de la Confrérie du Saint-Esprit à l'intérieur de la nef.

### Restauration de l'église
En 1934, une importante restauration renouvelle les bancs, la chaire, la toiture du narthex. Ils changent le sol de planelles en briques rouges de fougère, les murs du narthex sont nettoyés et ouvert pour y installer de nouvelles fenêtres, la fenêtre entre les deux chapelles est rouverte et des motifs décoratifs sont dessinés à l'entrée et au fond du chœur. Ils rénovent également le toit de l'église en enlevant l'ardoise, pour y mettre des tuiles, une cloche de 510 kg fut ajoutée en même temps que l'électrification de cette dernière et des deux autres. Un chauffage à circulation d'air est installé dans le narthex et le chœur de l'église. Les vitraux sont dus à Marcel Poncet et les peintures murales à Alfred Ramseyer,.

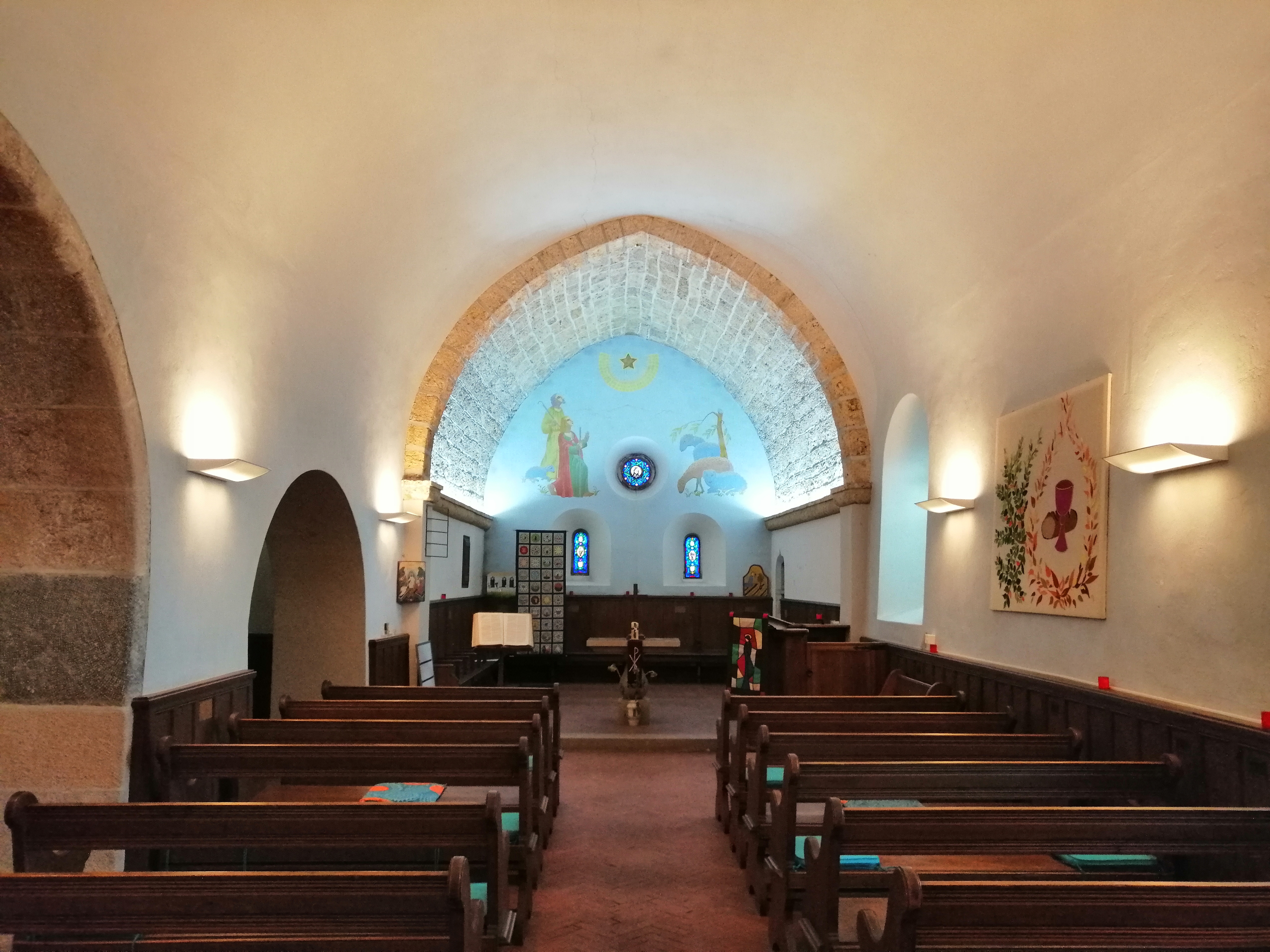
Vue de la nef, du chœur et des chapelles de l'église.

## Description

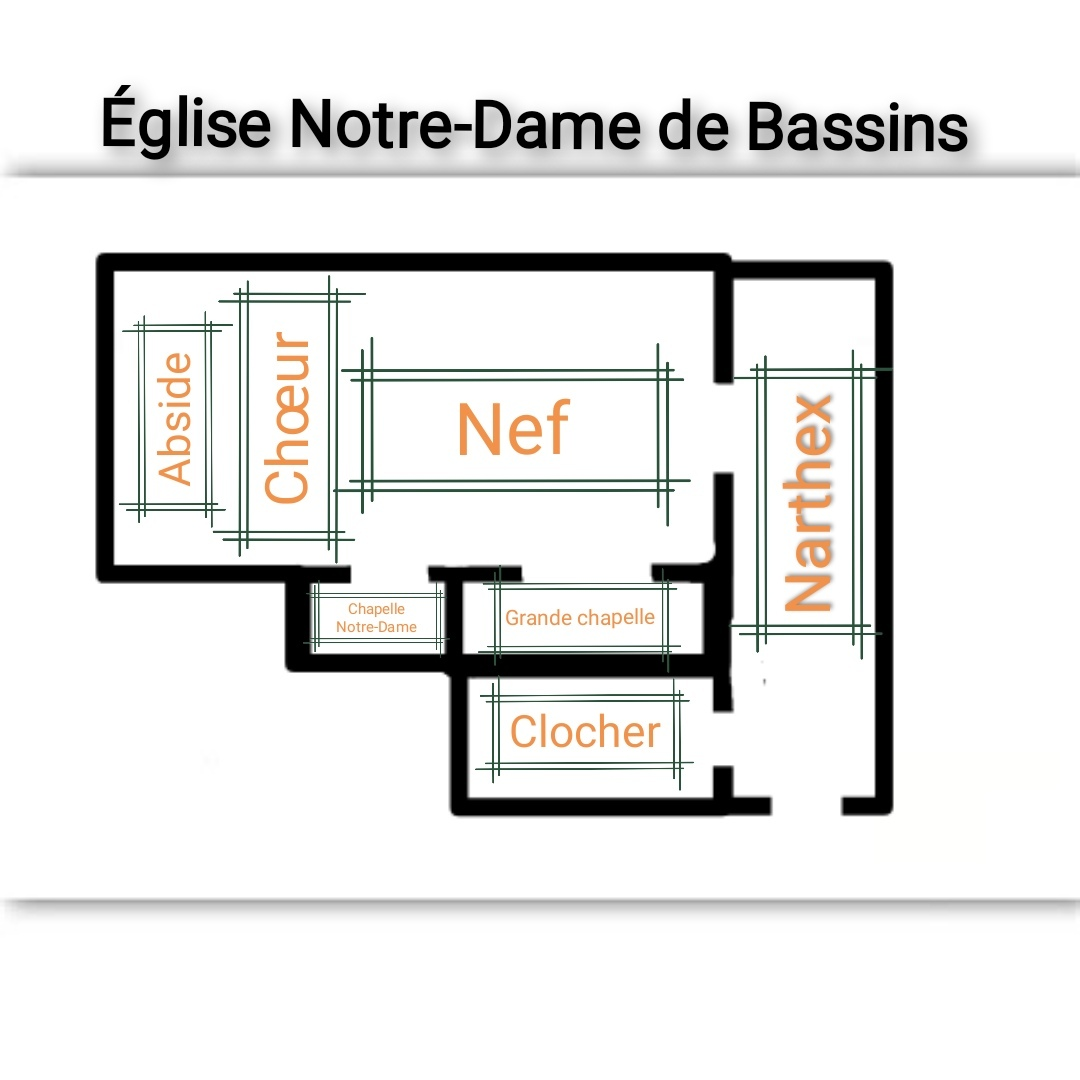
Plan dessiné de l'église de Bassins.

### Architecture

#### Plans de l'église
En entrant dans l'église, on arrive dans le narthex, qui se situe au Nord de celle-ci. Au Sud-est du narthex, se trouve le clocher et au Sud-ouest, la nef. Au Nord-est de la nef, se trouve la grande chapelle, construite par la confrérie du Saint-Esprit, où se trouve actuellement l'orgue et au Sud-est, se trouve la chapelle dédiée à la Vierge Marie. Au Sud, de la nef, se trouve le chœur et également l'abside de l'église.

### Peinture
Les peintures murales de l'église, effacées à la Réforme protestante en 1536, sont repeintes par Alfred Ramseyer, lors de la principale restauration de l'église en 1934,.

### Protection du patrimoine
L'église est classée en tant que monument historique depuis le 25 novembre 1902 et bien culturel d'importance régionale depuis le 23 mars 1988.

## Galerie

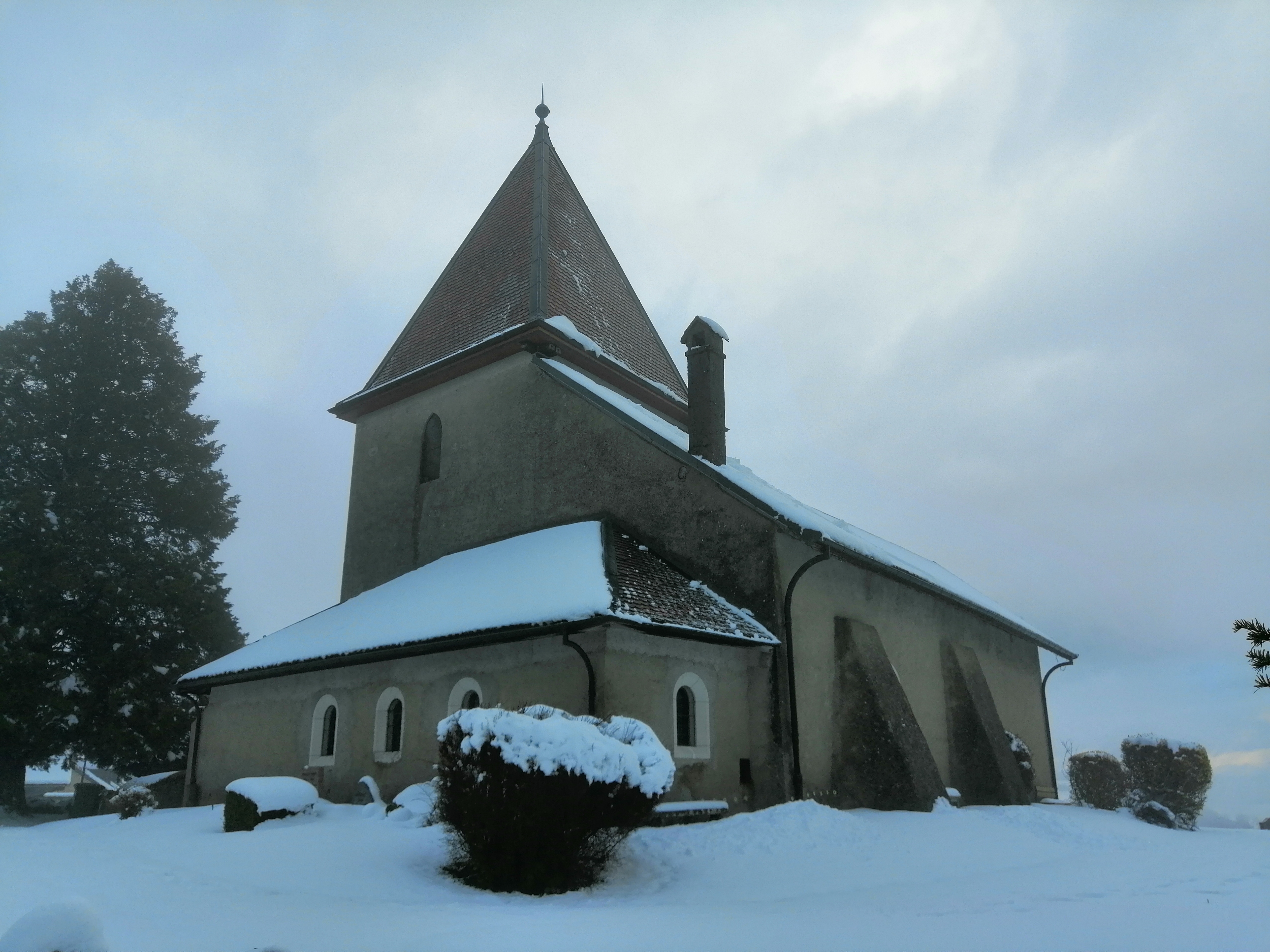
Vue du narthex de l'église, côté Nord-Ouest.
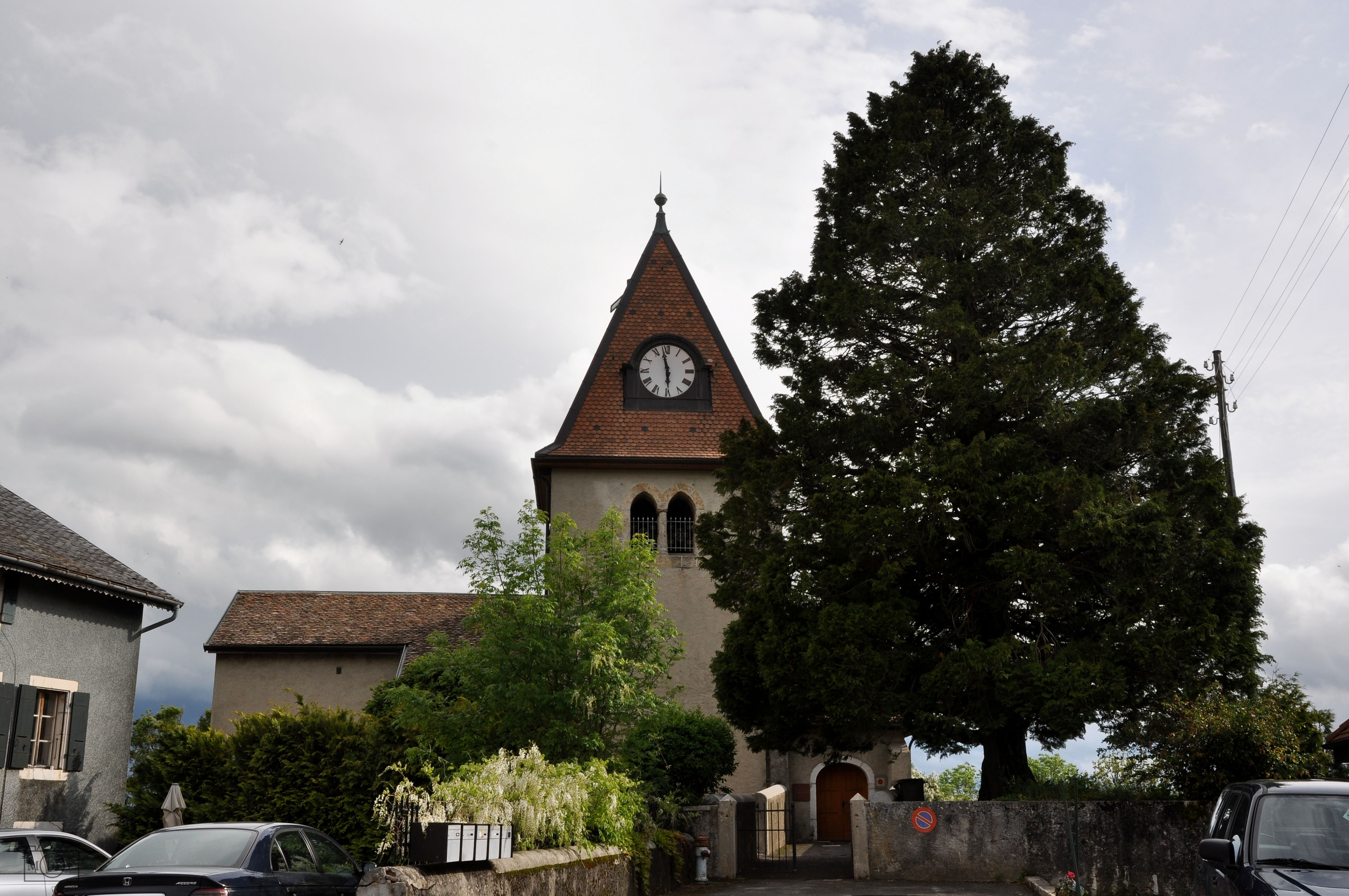
Vue de l'église, depuis le village de Bassins.
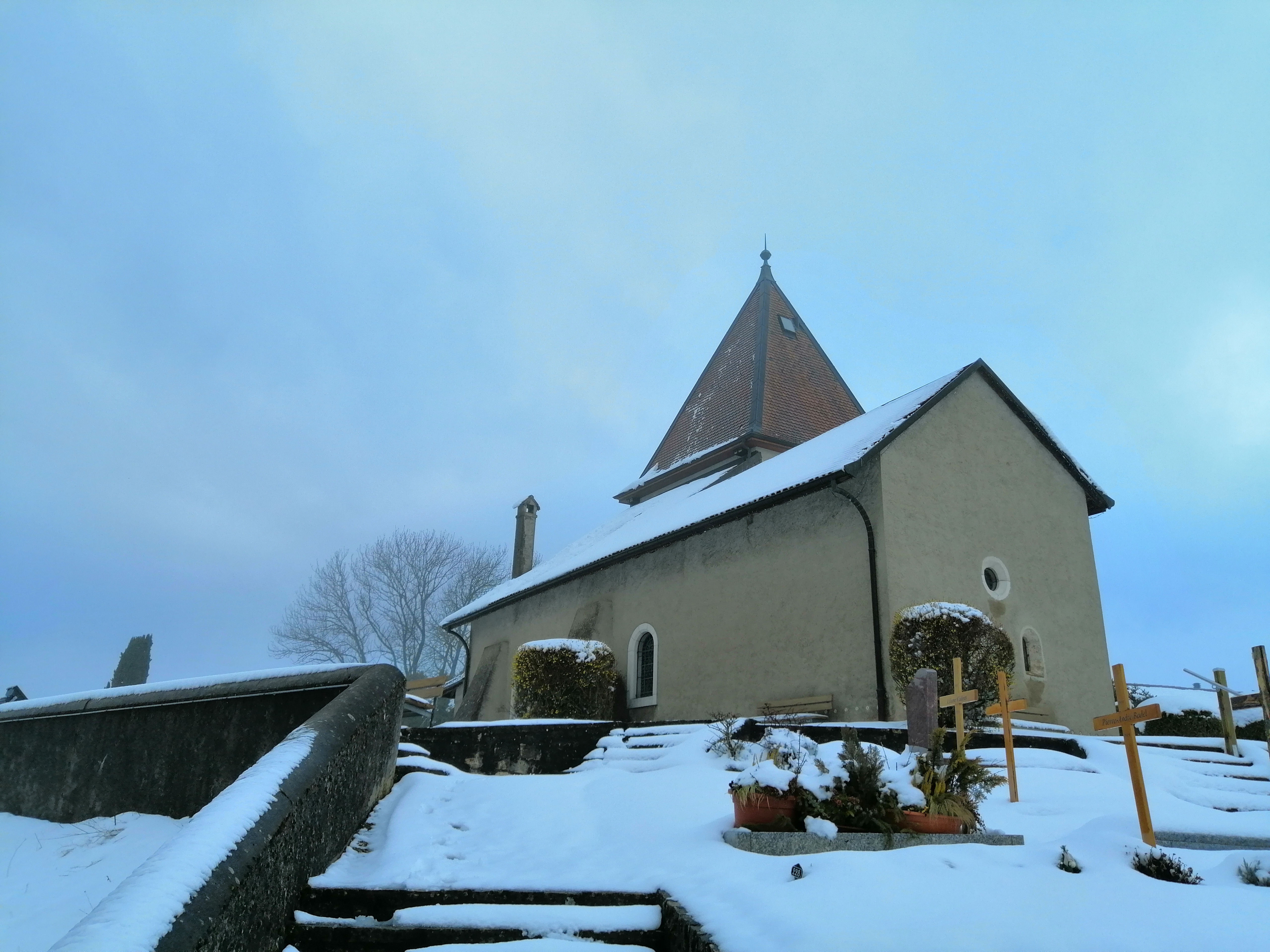
Vue de l'église, du côté lac.
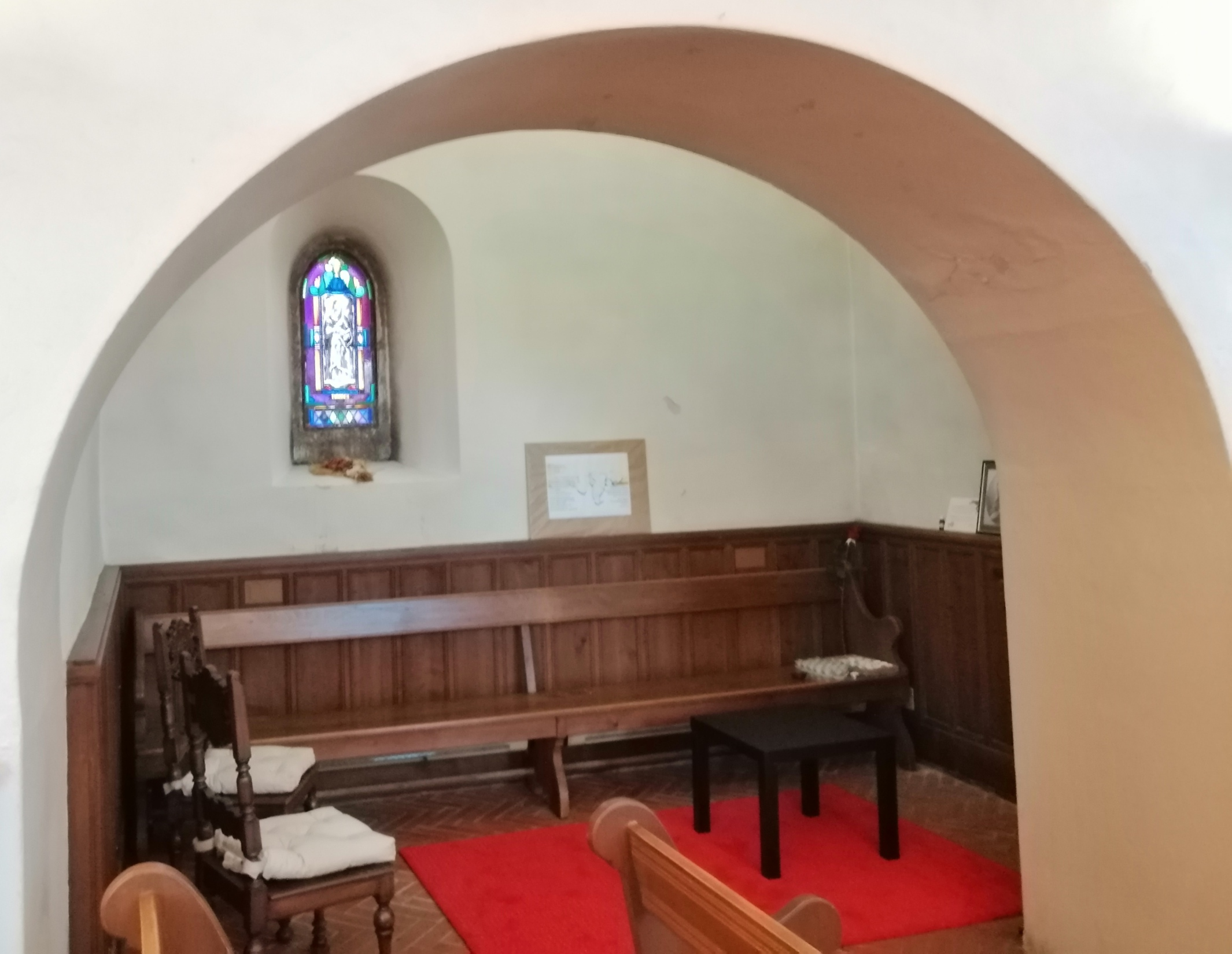
Vue de la chapelle Notre-Dame.
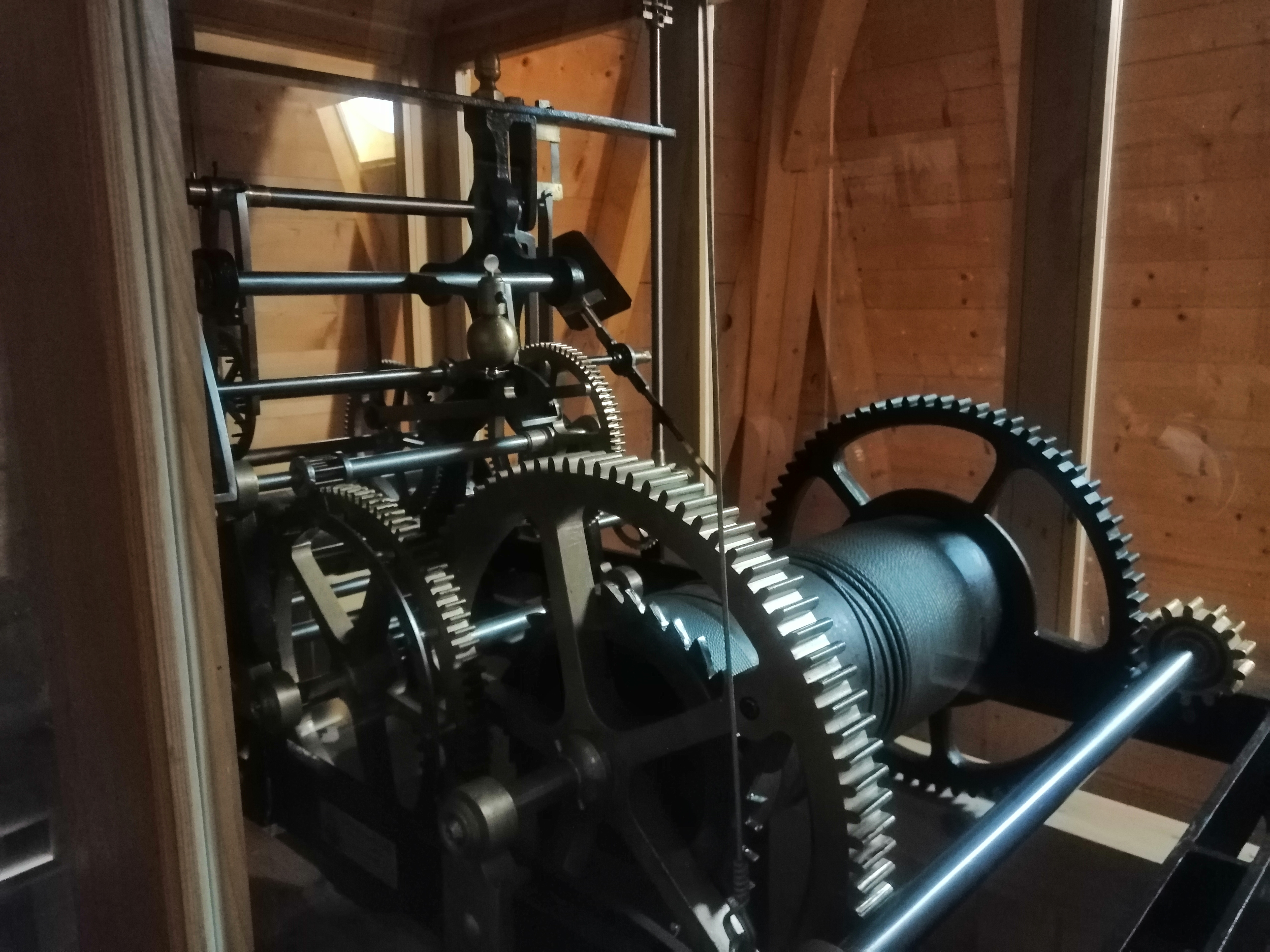
Vue du moteur réglant l'horloge et les cloches de l'église.
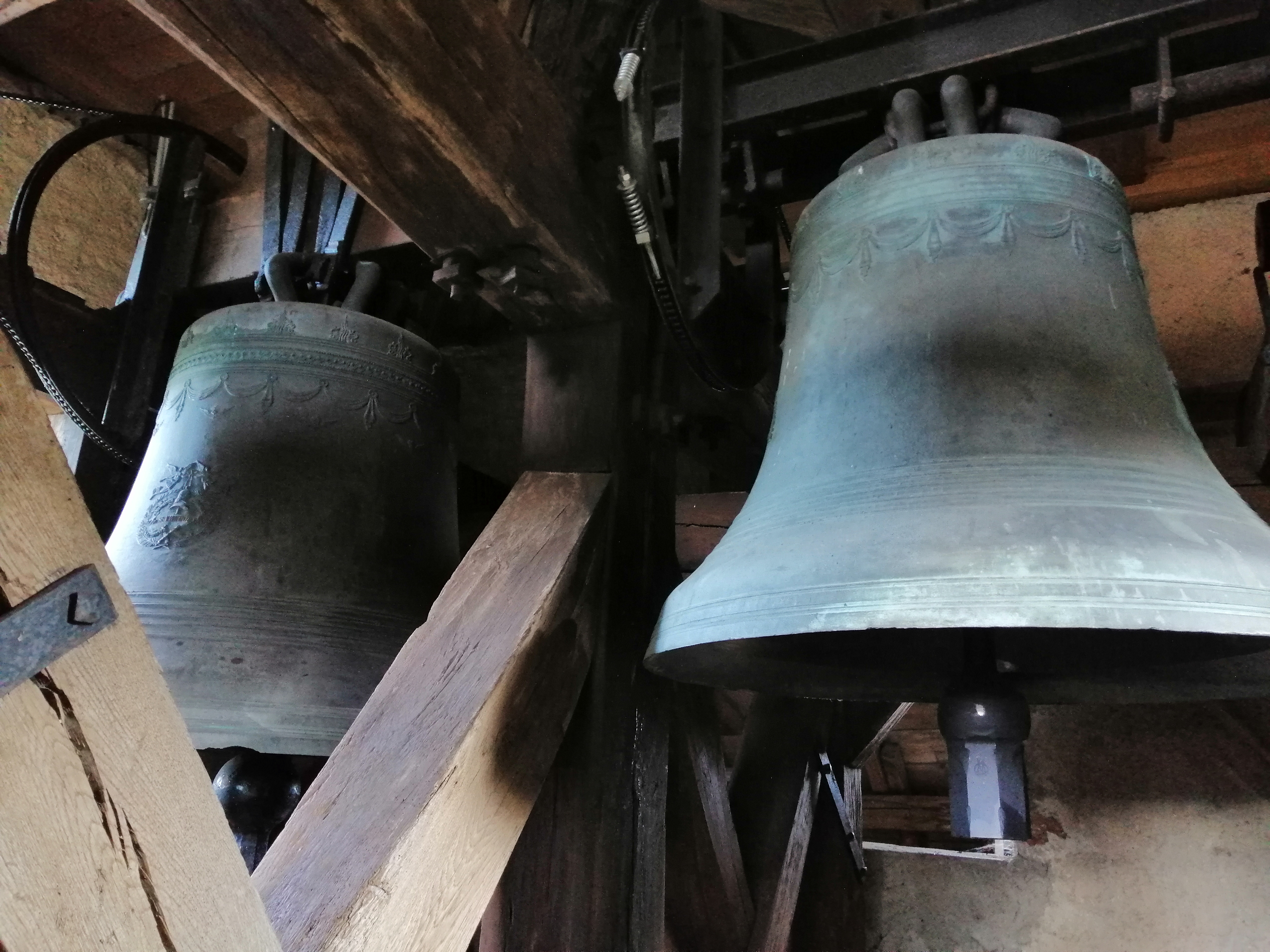
Vue des cloches installées en 1845.
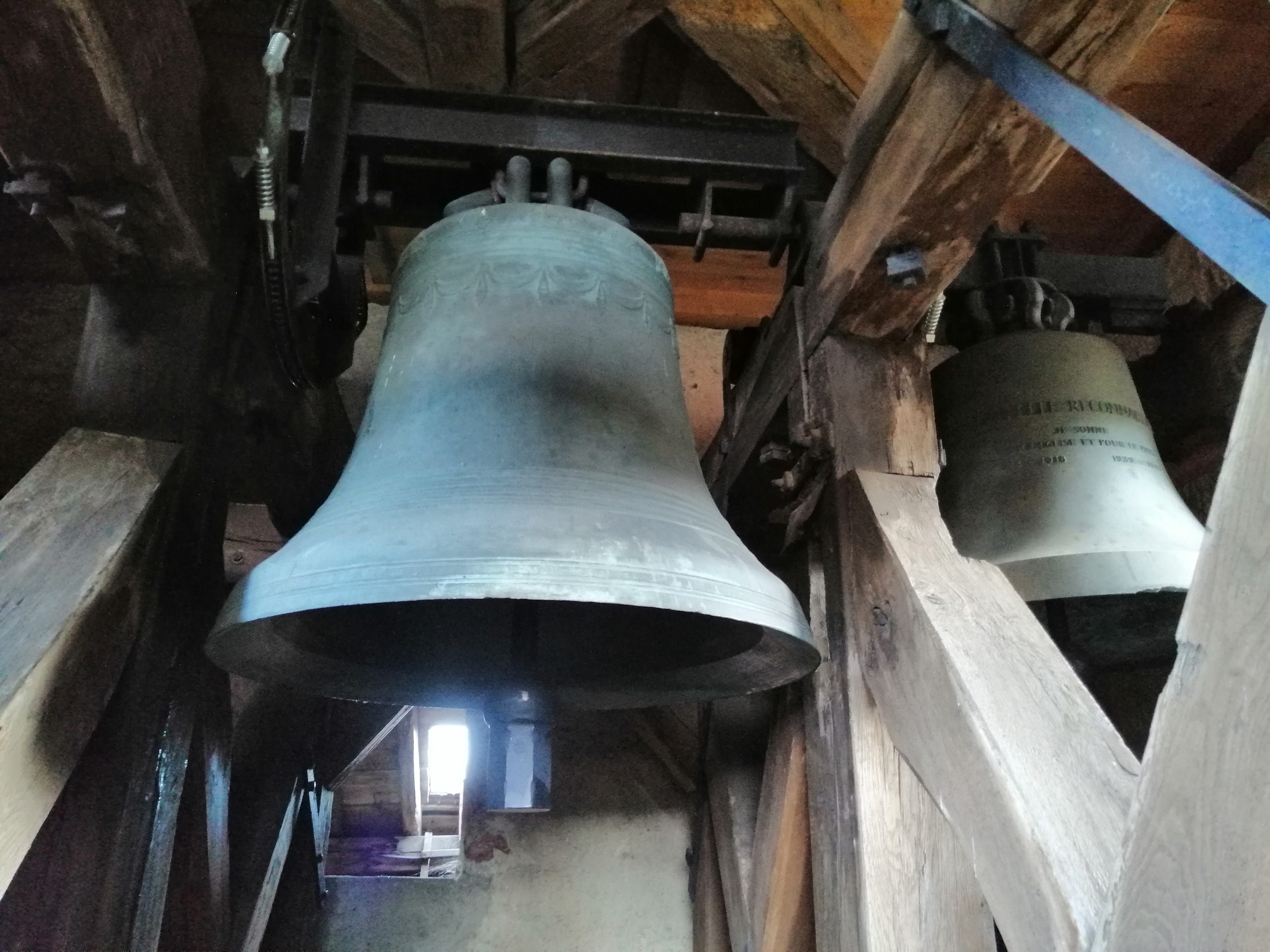
Au centre l'ancienne cloche et à gauche celle qui fut installée en 1934.